# Liuthart
Liuthart († 1. August vor 895) war von 867 bis 872 Bibliothekar des Klosters St. Gallen.
Urkundlich wird er 858 zunächst als Subdiakon, 864 als Diakon und zwischen 867 und 872 als Bibliothekar erwähnt. In späteren Urkunden erscheint er als Cellerar und Pförtner. Er trat als Verfasser mehrerer Urkunden in Erscheinung.